# Las Lomas, Oaxaca
Las Lomas är en ort i Mexiko.   Den ligger i kommunen Santiago Pinotepa Nacional och delstaten Oaxaca, i den sydöstra delen av landet, 400 km söder om huvudstaden Mexico City. Las Lomas ligger 182 meter över havet och antalet invånare är 108.
Terrängen runt Las Lomas är platt åt sydväst, men åt nordost är den kuperad. Terrängen runt Las Lomas sluttar söderut. Runt Las Lomas är det ganska glesbefolkat, med 42 invånare per kvadratkilometer. Närmaste större samhälle är Santiago Pinotepa Nacional, 1,7 km väster om Las Lomas. Omgivningarna runt Las Lomas är en mosaik av jordbruksmark och naturlig växtlighet.